# Pétur Guðmundsson
Karl Pétur Guðmundsson (Reykjavík, 30 ottobre 1958) è un ex cestista e allenatore di pallacanestro islandese, professionista nella NBA.
Fu il primo islandese a giocare nella NBA.

## Carriera
Venne selezionato dai Portland Trail Blazers al terzo giro del Draft NBA 1981 (61ª scelta assoluta).